# Norman Haworth
Sir Walter Norman Haworth (Chorley, 1883. március 19. – Barnt Green, 1950. március 19.) angol vegyész. 1937-ben Paul Karrerrel megosztva elnyerte a kémiai Nobel-díjat a szénhidrátok és a C-vitamin kutatásáért.

## Tanulmányai
Norman Haworth 1883. március 19-én született a lancashire-i Chorleyban. Apja Thomas Haworth linóleumgyáros, anyja Hannah Haworth volt. Tizennégy éves koráig a helyi iskolába járt, majd apja üzemében kezdett el dolgozni. Az ottani festékekkel való munka felkeltette érdeklődését a kémia iránt és szeretett volna ilyen irányban továbbtanulni. Szülei nem támogatták ambícióját, szerették volna a családi üzletben tartani, ezért Norman a saját pénzén felfogadott egy magántanárt, aki felkészítette a Manchesteri Egyetem felvételi vizsgájára. 1903-ban sikeresen felvételizett, három évvel később pedig dicsérettel fejezte be az egyetemet. Haworth ezután is az egyetemen maradt, mint William Perkin, a kémia tanszék vezetőjének asszisztense. Közös munkájuk elsősorban a terpénekre irányult.
1909-ben Haworth ösztöndíjat kapott a Göttingeni Egyetemre, ahol a Nobel-díjas Otto Wallach tanítványa volt. Az ő irányításával 1910-ben megszerezte doktorátusát. Miután visszatért Manchesterbe, 1911-re megkapta második doktori címét is; mindkettőt a lehetséges legkisebb idő alatt sikerült megszereznie. 

## Munkássága
1911-1912 között a londoni Imperial College of Science and Technology fődemonstrátora volt. 1912-től a skóciai Szent András Egyetemen adott elő. Itt ismerkedett meg Thomas Purdie-val és James Colquhoun Irvine-nal, akik az akkor alig ismert szénhidrátok kémiájával foglalkoztak és Haworth feladta addigi munkáját a terpénekkel és csatlakozott a szénhidrátkutatáshoz.
Az első világháború alatt Haworth felfüggesztette kutatásait és a katonai jelentőségű gyógyszer és vegyszertermelést felügyelte a kormány számára.
A háború után visszatért laboratóriumába és az oktatáshoz. 1920-1925 között a Durhami Egyetem szerveskémia-professzora volt, majd 1925-től 1948-ig a Birminghami Egyetem kémiaprofesszora. A 20-as években kutatásait az egyszerű szerkezetű monoszacharidokkal kezdte, amelyek nem polimerek. 1926-ra sikerült meghatároznia a szervezet számára legfontosabb szénhidrát, a glükóz szerkezetét. Az általa használt háromdimenziós modellt máig Haworth-projekciónak nevezik.
Kutatásait kiterjesztette a diszacharidokra, amelyek két monoszacharid összekapcsolódásából jönnek létre. Megállapította a szacharóz (répacukor), laktóz (tejcukor), a maltóz, cellobióz, gentiobióz, raffinóz stb. összetételét. 1929-ben megjelentette az addig eredményeit összefoglaló A cukrok összetétele c. könyvét.
1927-ben Szent-Györgyi Albert a Cambridge-i Egyetemen izolált egy új szerves savat, amelyet hexuronsavnak nevezett el és a skorbutot megelőző C-vitaminnal azonosított. Haworth meghatározta a vegyület szerkezetét és átnevezte aszkorbinsavra (skorbutellenes savra). 1933-ban munkatársaival együtt sikerült laboratóriumban is szintetizálnia az aszkorbinsavat; ez volt az első mesterségesen előállított vitamin és lehetővé tette tömegtermelését is. Pályája kései szakaszában a bakteriális poliszacharidokat kutatta. 

## Díjai
Norman Haworth 1937-ben a svájci Paul Karrerrel megosztva (aki a karotenoidokkal és az A és B2-vitaminnal végzett munkájáért lett kitüntetve) megkapta a kémiai Nobel-díjat "a szénhidrátok és a C-vitamin vizsgálatáért". 1928-ban a Royal Society tagjai közé választotta. 1933-ban megkapta a Kémiai Társaság Longstaff-érmét, 1937-ben a Davy-érmet, 1942-ben pedig a Royal Medalt. 1944-46 között ő volt a Kémiai Társaság elnöke, 1947-1948-ban pedig a Royal Society alelnöke. 1947-ben lovaggá ütötték.  

## Családja
Haworth 1922-ben feleségül vette Sir James Dobbie kémiaprofesszor lányát, Violet Chiltont. Házasságukból két fiú született.
Norman Haworth 1950. március 19-én halt meg szívrohamban a 67. születésnapján.